# Spoorlijn Lübeck - Puttgarden
De spoorlijn Lübeck - Puttgarden, ook wel Vogelfluglinie genoemd, is een Duitse spoorlijn tussen de stad Lübeck en de havenplaats Puttgarden op het eiland Fehmarn. De lijn is als spoorlijn 1100 onder beheer van DB Netze.

## Geschiedenis
De Kreis Oldenburger Eisenbahn (KOE) heeft op 30 september 1881 het gedeelte tussen Neustadt en Oldenburg geopend, de verlenging naar Lütjenbrode en Heiligendagen volgde op 17 januari 1898. Op 1 juli 1928 opende de Deutsche Reichsbahn het gedeelte tussen en Bad Schwartau en Neustadt. 
Het idee om een spoorverbinding over de Fehmarnbelt te realiseren ontstond al in de jaren 20 bij de Deutsche Reichsbahn en de Danske Statsbaner. In september 1941 is de bouw van de lijn in Duitsland en het toen bezette Denemarken begonnen om in 1943 te worden stilgelegd vanwege de Tweede Wereldoorlog. Na hervatten van de werkzaamheden werd in 1951 het gedeelte tussen Lütjenbrode en Großenbrode geopend waar dit aansloot op het spoorveer naar Gedser. Tevens werd er een verbindingsboog gemaakt te Neustadt en Lütjenbrode voor een rechtstreekse verbinding tussen Lübeck en Puttgarden. Na het openen van de Fehmarnsundbrücke en het gedeelte tussen Großenbrode en Puttgarden in 1963 werd het gedeelte naar Großenbrode Kai weer gesloten.
In verband met de werkzaamheden voor de bouw van de tunnel is spoorverbinding via de veerboot (vier treinparen per dag) per 15 december 2019 beëindigd en zolang verlegd via de langere route over land door Jutland en over Funen, maar door het vervallen van de tijdrovende overvaart in tijd korter.
In augustus 2022 werd de spoorlijn ook voor het regionale verkeer gesloten, tot in 2029 de tunnel in gebruik komt. Er wordt zolang een vervangende busdienst geboden.

## Treindiensten
De Deutsche Bahn verzorgde het personenvervoer op dit traject met ICE, IC, RE en RB treinen.
| Serie    | Treinsoort                        | Route | Bijzonderheden                                                        |
| -------- | --------------------------------- | --- | --------------------------------------------------------------------- |
| ICE 75   | InterCityExpress (DB Fernverkehr) | København H – Høje Taastrup – Næstved – Vordingborg – Nykøbing Falster – Rødby Færge – Puttgarden – Oldenburg (Holst) – Lübeck Hbf – Hamburg Hbf | Éénmaal per twee uur tussen Kopenhagen en Hamburg.                    |
| IC 31    | Intercity (DB Fernverkehr)        | [ [ Kiel Hbf – Neumünster ] / [ Hamburg-Altona ] – Hamburg Dammtor ] / [ Fehmarn-Burg – Oldenburg (Holst) – Lübeck Hbf ] – Hamburg Hbf – Hamburg-Harburg – Bremen Hbf – Osnabrück Hbf – Münster Hbf – Dortmund Hbf – Hagen Hbf – Wuppertal Hbf – Solingen Hbf – Köln Hbf – Bonn Hbf – Remagen – Andernach – Koblenz Hbf – Boppard Hbf – Bingen (Rhein) Hbf – Mainz Hbf – Frankfurt (Main) Flughafen Fernbahnhof – Frankfurt (Main) Hbf – Hanau Hbf – Würzburg Hbf – Nürnberg Hbf – Regensburg Hbf – Plattling – Passau Hbf | Twee treinen per dag per richting. 's Zomers één trein vanaf Fehmarn. |
| IC/EC 75 | Intercity (DB Fernverkehr)        | Hamburg Hbf – Schleswig – Padborg – Kolding – Odense – Ringsted – København H |                                                                       |
| RE 83    | RegionalExpress (DB Regio Nord)   | Kiel Hbf – Preetz – Bad Schwartau – Lübeck Hbf – Ratzeburg – Büchen – Lüneburg |                                                                       |
| RB 84    | Regionalbahn (DB Regio Nord)      | Kiel Hbf – Preetz – Plön – Eutin – Lübeck Hbf |                                                                       |
| RB 85    | Regionalbahn (DB Regio Nord)      | Lübeck Hbf – Bad Schwartau – Timmendorfer Strand – Sierksdorf – [ Neustadt (Holst) ] / [ Oldenburg (Holst) – Fehmarn-Burg – Puttgarden ] |                                                                       |
| RB 86    | Regionalbahn (DB Regio Nord)      | Lübeck Hbf – Lübeck-Travemünde Skandinavienkai – Lübeck-Travemünde Strand |                                                                       |

## Aansluitingen
In de volgende plaatsen is of was er een aansluiting op de volgende spoorlijnen:
Lübeck Hauptbahnhof
DB 1120,  spoorlijn tussen Lübeck en Hamburg
DB 1121, spoorlijn tussen Lübeck en Büchen
DB 1122, spoorlijn tussen Lübeck en Strasburg
DB 1130, spoorlijn tussen Lübeck Hafen en Lübeck Hauptgüterbahnhof
lijn tussen Lübeck en Bad Segeberg
aansluiting Schwartau Waldhalle
DB 1113, spoorlijn tussen Lübeck en Lübeck-Travemünde Strand
Bad Schwartau
DB 1110, spoorlijn tussen Eutin en Bad Schwartau
Neustadt
DB 1023 spoorlijn tussen Kiel en Neustadt
Lütjenbrode
DB 1101, spoorlijn tussen Heiligenhafen en Lütjenbrode
Großenbrode
DB 1102, spoorlijn tussen Großenbrode en Großenbroder Fähre
Burg West
DB 1103, spoorlijn tussen Fehmarnsund en Orth
DB 1104, spoorlijn tussen Burg en Burg West
Puttgarden
lijn tussen Ringsted en Rødby Færge via de spoorboot over de Fehmarnbelt